# Haplogryllacris singaporae
Haplogryllacris singaporae is een rechtvleugelig insect uit de familie Gryllacrididae. De wetenschappelijke naam van deze soort is voor het eerst geldig gepubliceerd in 1923 door Heinrich Hugo Karny.